# Roderetes
Roderetes és un paratge del terme municipal de Conca de Dalt, a l'antic terme de Toralla i Serradell, al Pallars Jussà, en territori del poble de Rivert.
Està situat prop i a llevant de Rivert, a l'esquerra del barranc de Rivert. És a llevant de la Creueta de Pla, a ponent de Sant Salvador, a migdia de la Costa Pelada i al nord de la Vinya i Plantades.